# Karakan
Karakan is een bestuurslaag in het regentschap Sukoharjo van de provincie Midden-Java, Indonesië. Karakan telt 3244 inwoners (volkstelling 2010).